# Aljafería

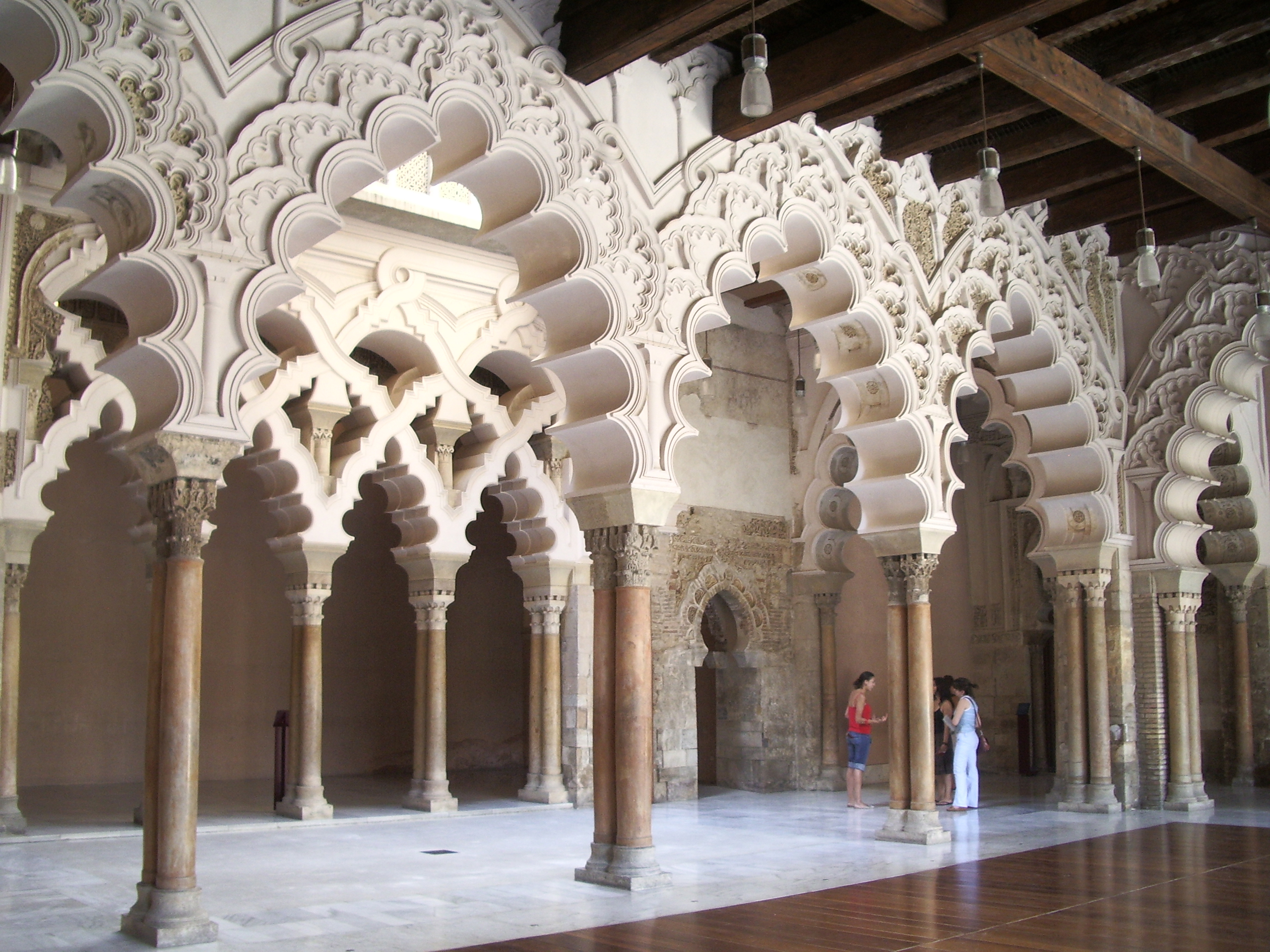
Belső nézet

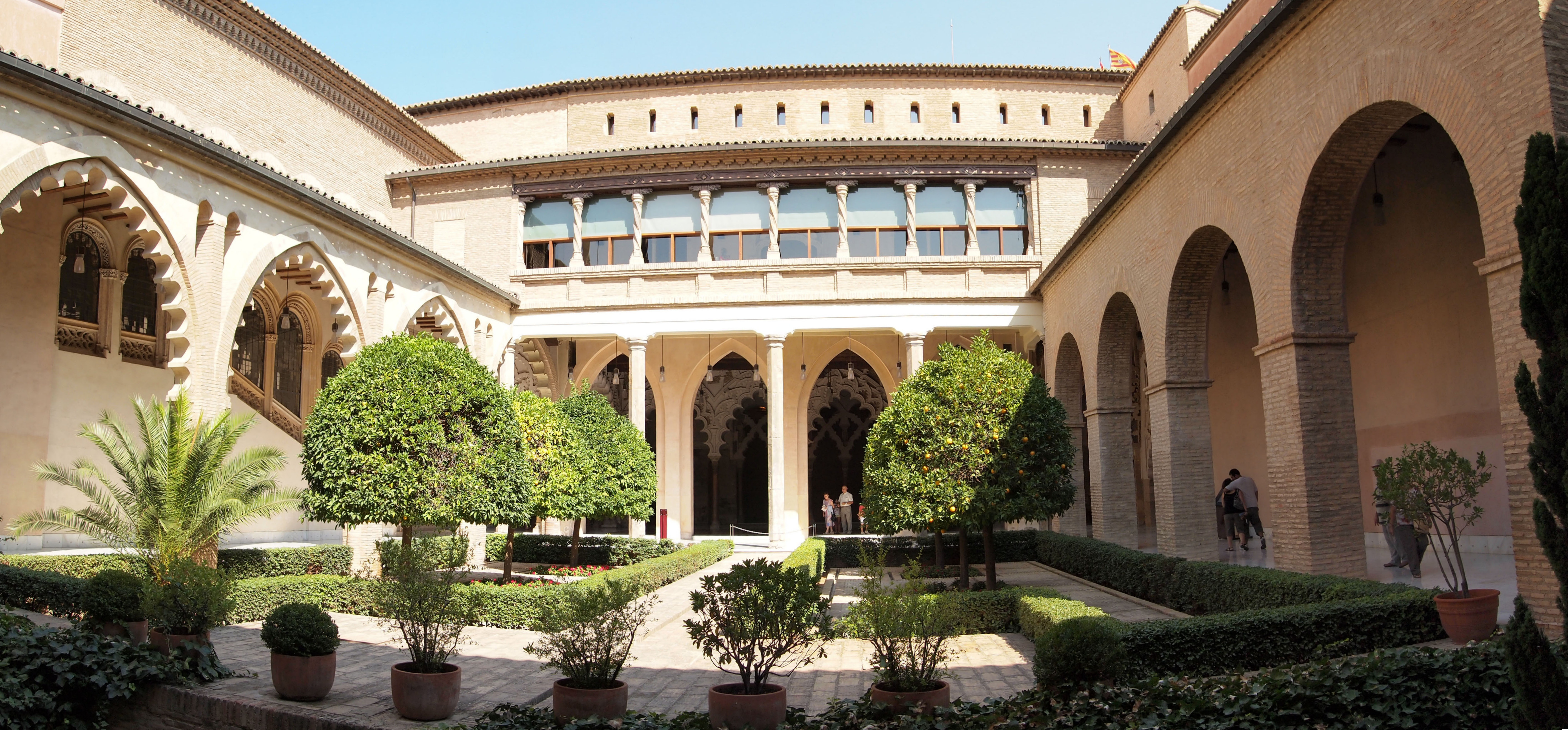
Belső udvar az Aljaferíában

Az Aljafería palota  (romanizált arabul: Qasr al-Jaʿfariya, aragónul: Alchafaría) a mai Zaragozában, Aragóniában, Spanyolországban a 11. század 2. felében épült megerősített középkori iszlám palota.  Itt székel jelenleg Aragónia autonóm közösség Cortes-e (helyi parlamentje).
Az épület a taifák (független királyságok) korából egyedülálló jelentőségű azért is, mert ebből a korszakból csak ez a nagy épület maradt meg ilyen ép állapotban.

## Történet
Miután Aragóniai Alfonz 1118-ban visszafoglalta Zaragozát az Aljafería lett az Aragóniai Királyság lett a keresztény királyok székhelye. Itt született a magyar Szent Erzsébet másodfokú unokahúga, későbbi portugál királyné majd szent Aragóniai Izabella 1271-ben. 1492-ben majd 1593-ban reneszánsz stílusban, ami főleg a kertben és egyes katonai részekben figyelhető meg többször is felújításra került. Az évszázadok viharai után a 20. században lett a Cortes székhelye.
Eredetileg a mező közepén álló palotát sáncok is védték. Ma már a városon belül közvetlenül hozzáférhető.

## Trubadúr Torony

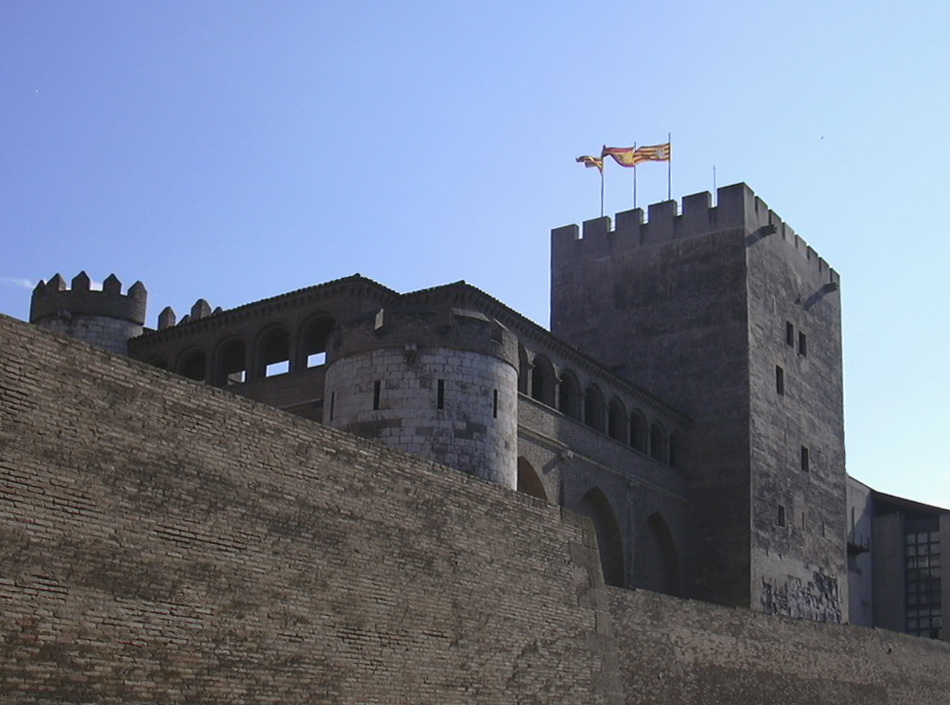
Trubadúr Torony

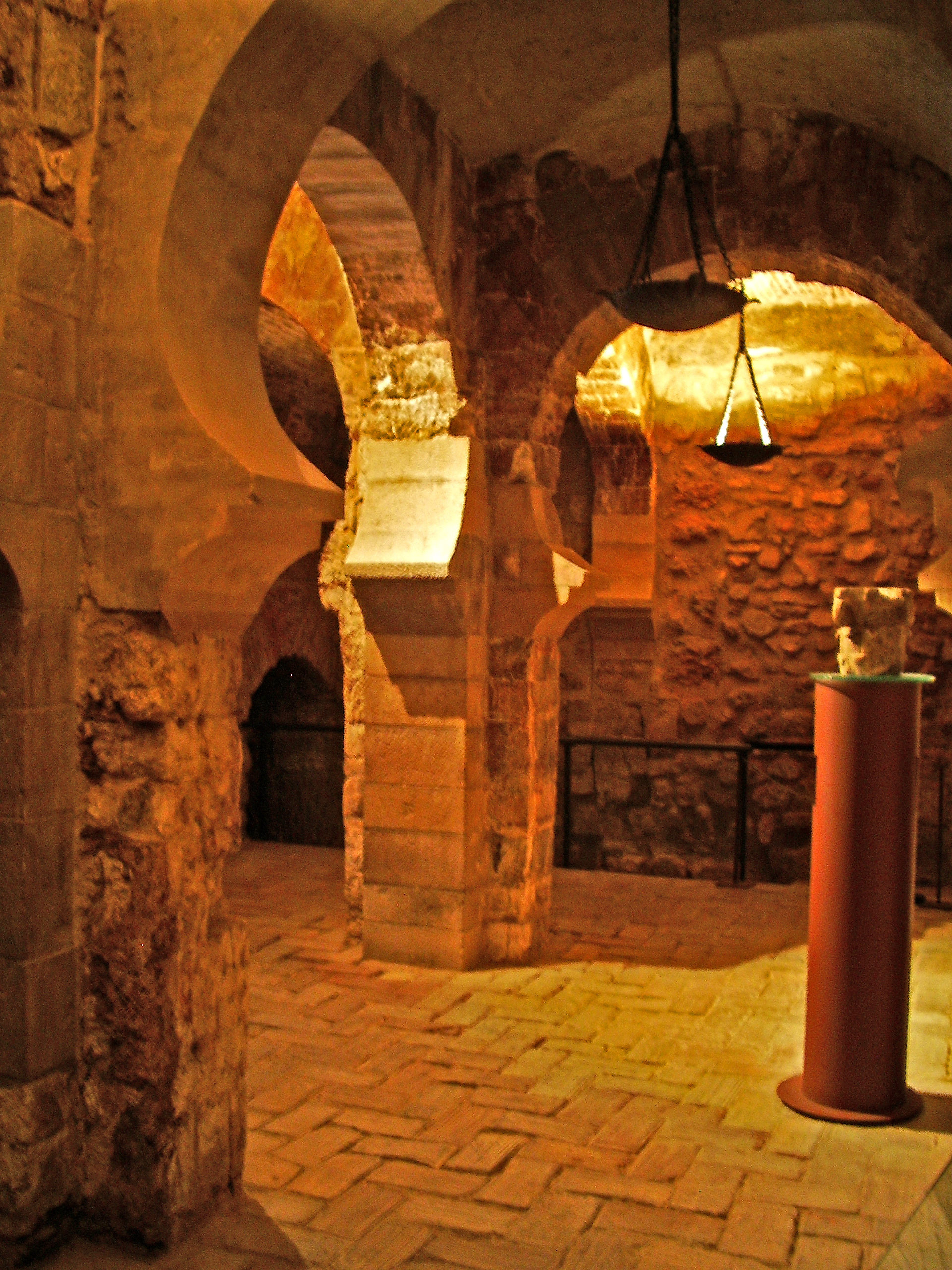
A Trubadúr Torony földszintje

Az Aljafería elsőnek felépült része a Trubadúr Torony. A torony mai nevét Antonio García Gutiérrez 1836-ban készült, a A trubadúr című romantikus drámája után kapta. Ebből készült Giuseppe Verdi azonos – A trubadúr – című operája 1853-ban.
Cabañero Subiza (1998) szerint a torony 10. század 2. felében készült.

## Külső hivatkozások
- Az Aljafería Palota az iszlám művészetet bemutató Múzeum határok nélkülben
- Az Aljafería Palota virtuális bejárása
- Al-Andalus: az iszlám Spanyolország művészete, a Városi Művészeti Múzeum egy kiállítási katalógusa (online PDF) az Aljaferíáról anyagokkal (lásd a tartalomjegyzéket)